# Schneider (tank)
De Schneider is de eerste Franse tank. Hij werd in 1915 door ingenieur Brillié van de Schneiderwapenfabriek ontwikkeld, en door kolonel Estienne gebruikt om er het Franse tankwapen mee te scheppen. De eerste inzet op 16 april 1917 verliep teleurstellend, ook doordat de tank zelf slecht was ontworpen. De 400 geproduceerde tanks werden al in de loop van 1918 vervangen door de FT-17. Uit het prototype van de Schneider is de Saint-Chamond ontwikkeld.

## Ontwikkelingsgeschiedenis
Er bestond in Frankrijk een fabriek die zich toelegde op de productie van zware machines en voertuigen, met de naam Schneider et Cie. Toen de Eerste Wereldoorlog uitbrak, nam de fabriek een opdracht aan voor de productie van zware artillerietrekkers. Al snel werd duidelijk dat in de modder van de loopgravenoorlog tractoren maar beter voorzien konden zijn van een rupsbandonderstel. Er was in de hele wereld echter maar één producent van zware rupsbandvoertuigen: de Holt company in de Verenigde Staten. Ook tot het Britse leger was dit besef al lang doorgedrongen, en dit had een vertegenwoordiger van Holt, een zekere Schnerb, uit Amerika laten overkomen om de nieuwste modellen te tonen. In januari 1915 werden de met hem meegereisde tractoren beproefd op de legerbasis bij Aldershot. Schneider stuurde twee van zijn beste ingenieurs, de heren Brillié en Duhamel, naar Engeland om eens een kijkje te nemen. Op 31 januari woonden de Fransen een demonstratie bij.
Eugène Brillié, een briljant technicus met een zeer vooraanstaande positie in het bedrijf – hij was een automobielontwerper en -fabrikant die samen met zijn fabriekje door Schneider overgenomen was –, wist na terugkomst de leiding ervan te overtuigen dat er onmiddellijk twee exemplaren besteld moesten worden, niet alleen voor de verbetering van de eigen tractor, maar ook om er een bewapend en gepantserd gevechtsvoertuig uit te ontwikkelen. In mei 1915 kwamen de bestelde tractoren aan en er werd onmiddellijk begonnen met de bouw van het eerste prototype van de Tracteur blindé et armé, zoals het voertuig bij gebrek aan een specifieke naam maar genoemd werd. Dit was gebaseerd op de korte 45 pk Baby Holt tractor.

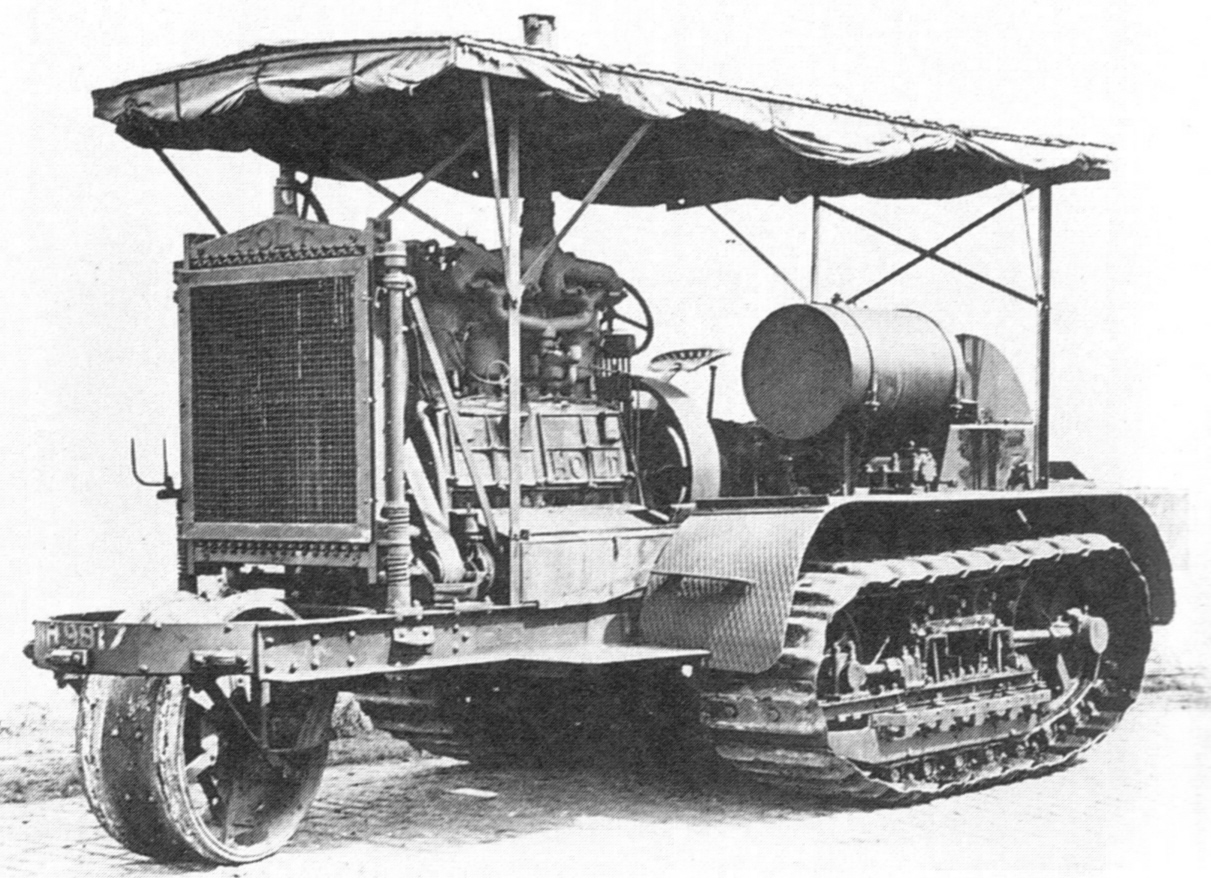
De 75 hp Holt, de basis voor zowel de eerste Franse, Duitse als Amerikaanse tank

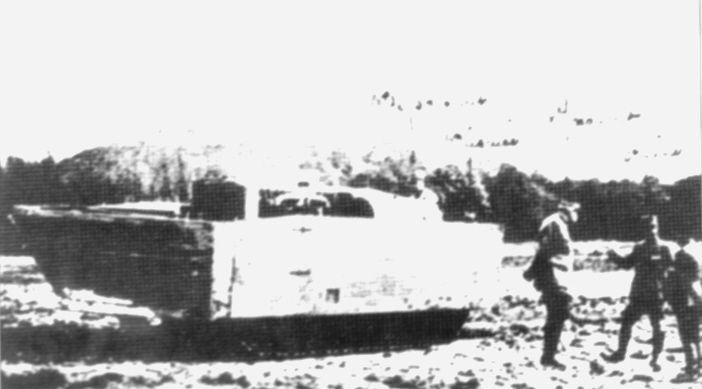
De Baby Holt met pantserplaten te Vincennes, 3 mei 1916; v.l.n.r. sergeant de Bousquet, sergeant Pierre Lescudé (beiden op de tank), generaal Léon Mourret, kapitein Leisse, onderluitenant Charles Fouché

In september 1915 deed zich een nieuwe verwikkeling voor. Van de vele dodelijke gevaren op het Westelijk Front was het prikkeldraad het meest gevreesd. Op vele plaatsen was er een waar woud aan huizenhoog opgestapelde rollen prikkeldraad verrezen, soms met een diepte van honderden meters. Voor iedere aanval moesten die versperringen met de hand geruimd worden – onder vijandelijk vuur welteverstaan. Er was altijd een tekort aan draadknippers en de Franse legerleiding schreef dan ook een opdracht uit voor een gemechaniseerde draadknipper. Op 22 juli 1915 demonstreerde Jules-Louis Bréton (1872-1940), parlementslid van het departement Cher en bekend uitvinder, een werkend exemplaar. Dit was een soort verticale heggenschaar, achter een tractor gehangen. Zijn voorstel werd aangenomen en hijzelf werd voor massaproductie naar Schneider verwezen. Daar begrepen ze onmiddellijk de kans die dit bood. De draadknipper werd gecombineerd met hun bewapende pantsertractor. Zo werd hun tank van particulier project met onzekere toekomst in één klap tot een officieel overheidsprogramma. Voorlopig zouden tien exemplaren van de vijftien Baby Holts die het Franse leger via Schneider besteld had, met het apparaat worden uitgerust.
Op 9 december 1915 toonde Bréton het nut van het nieuwe voertuig aan bij Souain, op een stuk veroverd loopgravenstelsel. Het korte onderstel van de tractor was aan de zijkant voorzien van twee van voren en achteren ver uitstekende staalplaten, niet eens gehard, die aan de voorkant in een wigvormige punt eindigden. De bovenkant was open. Bij de toeschouwers bevonden zich generaal Pétain (de latere held van Verdun), als vertegenwoordiger van het hoofdkwartier, en zijn artilleriecommandant kolonel Estienne. Deze laatste was een van de meest begaafde officieren van het land, en had reeds een enorme reputatie opgebouwd door het voortouw te nemen bij de modernisering van de artillerie en het op poten zetten van de Franse luchtmacht. In de loop van 1915 was hijzelf al tot de overtuiging gekomen dat het vastgelopen front alleen in beweging gezet kon worden door de nieuwste technische snufjes toe te passen. Het rupsvoertuig, dat hij voor zijn ogen alle hindernissen zag overwinnen, leek hem de concrete belichaming toe van al zijn eerdere vage ideeën. Hij had reeds op 1 december een afspraak met het opperbevel gemaakt om de mogelijke inzet van rupsvoertuigen te bespreken, en die gelegenheid greep hij aan om op 12 december de oprichting te bepleiten van een geheel nieuw onderdeel van het leger: de Artillerie Spéciale uitgerust met bewapende pantsertractoren van het Schneidertype, voorzien van een 37 mm kanon.
Op dat moment waren het Franse en Engelse leger druk bezig met de planning voor het zomeroffensief van 1916. Men had goede hoop de Duitse linies door massale artilleriebombardementen te zullen verpletteren. Maar deze methode zou ook onwerkzaam kunnen blijken – en dan moest men alternatieven achter de hand hebben. Het leek dan ook raadzaam Estiennes voorstel te aanvaarden, als het tenminste technisch haalbaar was. Op 20 december nam Estienne contact op met Brillié die hem verzekerde dat de productie op korte termijn kon beginnen. Op 27 december volgt een tweede demonstratie die alle aanwezigen overtuigde. De definitieve productieorder – 400 voertuigen voor 56.000 frank per stuk – kwam op 25 februari 1916.
In december was het Schneiderontwerp nog gebaseerd op de Baby Holt. De plannen voorzagen in een simpele verandering van de bestaande voertuigen door het aanbrengen van een dak waarop een toren met mitrailleuse, plus een mitrailleuse in de voorkant van de romp. Estienne had al gauw door dat het rupsbandonderstel te kort was; hij gaf aan dat er een nieuw ontwerp moest komen, gebaseerd op de langere 75 pk Holttractor, die hij al in november bestudeerd had. Dat geschiedde en in een legerwerkplaats werd het eerste prototype gebouwd waarbij het rupsonderstel van de 75 pk Holt zelfs nog verlengd werd: de Tracteur A. Brillié vond dat echter niet zo'n goed idee, omdat dan geen standaardonderstellen uit Amerika betrokken konden worden; hij ontwikkelde daarom een speciale klimstaart die een standaardonderstel dezelfde overschrijding gaf. Dit leidde in februari tot de Tracteur B, de directe voorloper van de Schneidertank.

## Beschrijving

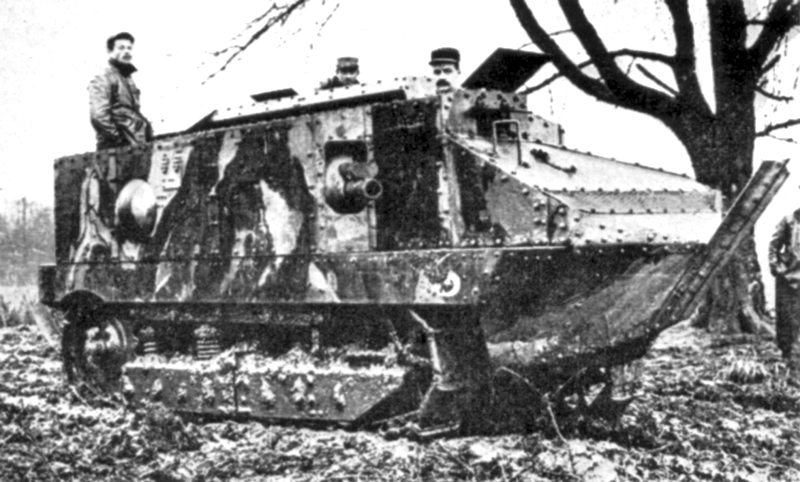
Onder deze hoek is de 75mm pétoir (petarde) duidelijk zichtbaar; als het vizier op de neus op één lijn staat met het bestuurdersluik, bevindt het kanon zich in een neutrale positie ten opzichte van het doel.

Dit onooglijke apparaat valt niet meteen als tank te herkennen. Er is geen koepel te bekennen en zelfs de bewapening is pas na enig speuren te ontdekken. Door de oorlogsomstandigheden was er geen tijd geweest om er diep over na te denken hoe een tank er eigenlijk uit zou moeten zien. Men koos voor de snelste oplossing: op het al bestaande tractoronderstel werd een doos van pantserstaal geplaatst. In die ene ruimte, van 6,32 m lang, 2,05 m breed en 2,3 m hoog, vond dan alles zijn plaats: 60pk motor, transmissie, besturing, 220 liter brandstof, een blik ether, de oliepomp, een 75mm kanon, twee 7,92mm Hotchkiss mitrailleuses, 90 granaten, 3840 kogels, zes manschappen, hun rantsoenen en de postduiven.
De eigenlijke gevechtsruimte was maar zo'n anderhalve meter hoog en raakte tijdens de strijd gevuld met oliewasem en cordietdampen. Van enig rijcomfort was geen sprake. De vering was minimaal en het volledig platte tractoronderstel kon uit zichzelf slechts een hindernis van 40 cm hoogte overwinnen. Dit werd gecompenseerd door de voorkant in een vijfhoekige punt te laten uitsteken. Die puntige overhang duwde het vehikel bij obstakels omhoog; het hele voertuig verhief zich daarna op een kwartronde dubbele staart (die van achteren een halve meter uitstak) om uiteindelijk op het obstakel neer te ploffen – als de tank tenminste niet omsloeg. De voor die tijd formidabele maximumsnelheid bedroeg 8,1 km/u en de tank kon op een volle brandstoftank 80 kilometer afleggen.
Eenmaal bij de vijand aangekomen, kon de tank maar beperkte schade toebrengen. Effectief waren vooral de twee 8mm Hotchkiss mitrailleuses, ieder aan een zijkant uitstekend in een kogelbol. De hoofdbewapening daarentegen was hoogst ongelukkig rechtsvoor in een hoekje geplaatst. Het, ter beperking van de terugslag verkorte, 75mm Blockhaus Schneiderkanon kon zo alleen recht vooruit schieten en circa zestig graden naar rechts. In een loopgraaf vuren was daardoor vrijwel onmogelijk. Het enig andere doel, het bestoken van vijandelijke artillerie, behoorde wel tot de mogelijkheden. Omdat het korte kanon, met een aanvangssnelheid van 200 m/s, een zeer slechte trefzekerheid bezat, moest de tank tot vlak voor een vijandelijke geschutsopstelling rijden, waarna het hele voertuig op het doelwit moest worden gericht. Om deze procedure wat te vergemakkelijken was op de neus van het voertuig een vizier aangebracht – niet voor de schutter, maar voor de chauffeur-commandant.
Schneider et Cie kon slechts pantserplaten verwerken van maximaal 11 mm dikte, net voldoende om kogels en granaatscherven tegen te houden. Het voordeel was dat het gewicht van de tank beperkt bleef tot ruim 13 ton. Op de meest kritieke punten werd dit basispantser later aangevuld door een tweede pantserlaag van 5,5 millimeter. Door deze tweede laag met een tussenruimte vier centimeter te plaatsen, vervormde de speciale pantserdoorborende K(Kern)-kogel die de Duitsers voor het Mausergeweer invoerden, nog voor deze het hoofdpantser bereikte. Zo verkregen bepaalde sectoren aan de schuine voorkant toch nog een pantserequivalentie van ongeveer 80 mm bij horizontale inslag. Aangezien er nog geen antitankkanonnen bestonden, was deze eigenschap niet erg nuttig. De ware dreiging werd gevormd door verticaal neerkomende mortiergranaten, en aan het front stonden veel zware mortieren opgesteld.
De mechanische draadknipper, het officiële doel van het project, bleek overbodig en werd daarom geschrapt. De prikkeldraadversperringen werden met de Schneider eenvoudigweg geplet. Op de neus van de tank zat nog een opstekende sneb om zo veel mogelijk draad tot onder de rupsbanden te voeren.

## Productie en operationele geschiedenis
Op 5 september 1916 werd het eerste exemplaar van de productieserie aan het leger overgedragen. Maar het kwam verrassend genoeg niet van Schneider. De productie van de Schneider CA, zoals de volledige naam nu luidde, was uitbesteed aan een andere fabriek, de Société d'Outillage Mécanique et d'Usinage d'Artillerie, die voor het gemak meestal wordt aangeduid met SOMUA. Het zou het leger die herfst eerlijk gezegd een zorg zijn waar ze vandaan kwamen. Er was plotseling een schreeuwende behoefte ontstaan aan tanks. Het grote Brits-Franse zomeroffensief aan de Somme, dat het Duitse leger had moeten breken en tot in de Heimat terugdrijven, was uitgelopen op een totale mislukking. De met enorme kosten opgebouwde nieuwe legers lagen nu in graf of hospitaal. Het geloof in de eindoverwinning dreigde geheel verloren te gaan. Omdat het moreel van het thuisfront dringend moest worden opgekrikt, besloot de Britse regering tot de voortijdige inzet van nieuwe "wonderwapens". Op 15 september vond de eerste tankaanval uit de geschiedenis plaats, met de Mark I, een type dat de Britten gelijktijdig aan de Schneider hadden ontwikkeld. Het operationele succes van die aanval was gering – maar het politieke succes was compleet. Ondergangsstemming werd jubelstemming. Het Britse volk haalde de tank binnen als verlosser uit het kwaad van de oorlog. In bioscoopzalen barstte het publiek in gejuich uit als er beelden van een tank getoond werden. Miljoenen stonden in de rij om bij rondreizende tanks hun spaarcentjes in te leveren als lening voor de productie van nog meer tanks.
Begrijpelijkerwijs riep dit alles bij het Franse volk de vraag op waar hun eigen tanks bleven. De Franse regering haastte zich te verklaren dat Franse tanks wel degelijk bestonden en op een passend moment zouden worden ingezet. Dat moment zou nog even op zich laten wachten, want met de opleiding van tankbemanningen kon pas begonnen worden op 7 oktober 1916, toen het eerste opleidingskamp, Fort du Trou-d'Enfer bij Marly-le-Roi, klaar was. Eerst op 1 december werd de eerste tank afgeleverd bij de troep.
Estienne, nu zelf sinds 23 september de commandant van de AS (per 17 oktober in de rang van brigadegeneraal), was daarbij absoluut niet genegen zich door wie dan ook te laten pressen tot een te vroege inzet. Eerst moest zijn nieuwe wapen afdoende toegerust en getraind zijn. Het hoge aanzien dat hij genoot, maakte dat hij zich zelfs kon onttrekken aan de slag bij Verdun. De les die hij trok uit de Britse fouten was dat tanks vooral geconcentreerd moesten worden ingezet, en zonder voorafgaande artilleriebeschietingen die de vijand op het komende gevaar alert maakten.
Ondertussen werd in maart 1917 tank 209 afgeleverd. Vanaf exemplaar 210 zouden de tanks worden voorzien van het nieuwe afstandspantser – een reactie op een andere les: dat tanks soms zelfs voor handvuurwapens kwetsbaar waren.

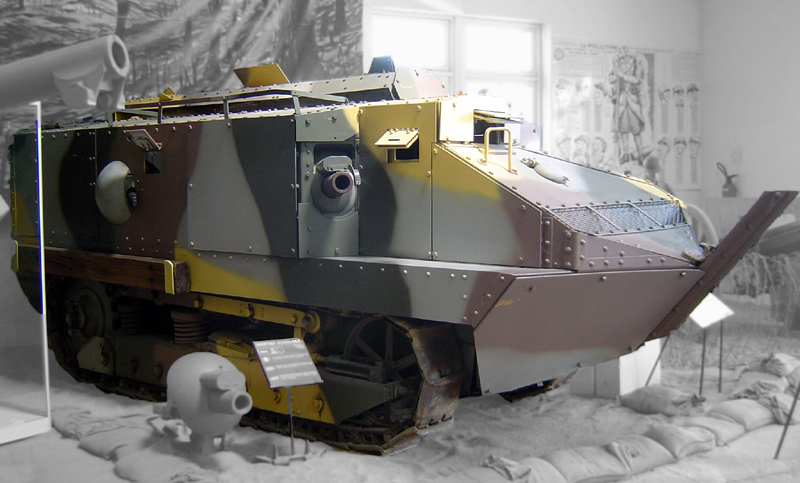
De laatste nog bestaande Schneider in het Musée de Blindés te Saumur.

Op 16 april 1917 was het dan eindelijk zo ver. Acht van de negen eerste tankeenheden, ieder met vier batterijen van vier stuks, verdeeld in twee groupements van respectievelijk 81 en 48 tanks werden bij Berry-au-Bac geconcentreerd voor een verrassingsaanval op een smalle sector van het front. De geheimhouding was perfect geweest; het terrein was goed voor tanks begaanbaar, nu het nauwelijks was omgeploegd door artillerie; het moreel van de troepen was uitstekend; de verwachtingen bij het opperbevel waren zeer hoog gespannen – vooral omdat dit de enige kans was het front te doorbreken, nu het Franse leger na de Somme en Verdun leeggebloed was. Schaarse reserves stonden klaar om de doorbraak uit te buiten.
En de doorbraak kwam niet. Alle voorwaarden voor een succesvolle aanval leken aanwezig en toch eindigde de eerste Franse tankinzet zoals zoveel tankaanvallen in de eeuw daarna zouden eindigen: met een slagveld bezaaid met brandende wrakken. Wat was er mis gegaan?
De reden voor het echec lag in het feit dat de ware situatie niet zo gunstig was als het Franse opperbevel verkoos te geloven. Het was verstandig geweest van Estienne om af te zien van een directe zware voorbereidende artilleriebeschieting. Die zou het terrein zo omgeploegd hebben dat zijn tanks nauwelijks hadden kunnen vorderen. Helaas meende het opperbevel onder leiding van generaal Robert Nivelle het mogelijk succes van de tanks niet te kunnen afwachten. Tegen het advies van Estienne in gingen tegelijk met de tanks twee hele legers mee in de aanval op een veel breder front. Hun opmars was wel degelijk voorbereid door een beschieting van tien dagen. Van een echte verrassingsaanval was dus geen sprake. Het Duitse opperbevel had daarop met name de sector van de tankaanval in de diepte versterkt. En juist in die sector was de vijandelijke artillerie relatief ongedeerd gebleven. Op zichzelf zou dat nog niet zo erg geweest zijn. Houwitsers uit die periode waren nog erg onnauwkeurig. Maar door een ongelukkig toeval had het Duitse luchtwapen juist weer het luchtoverwicht heroverd. Daardoor konden de Duitse observatieballonnen niet worden neergehaald. Die zagen de tanks al van verre naderen en corrigeerden het vuur tot het exact op de nauwe doorgangen door de mijnenvelden lag. De Duitse divisiecommandanten raakten enigszins in paniek en gaven opdracht er de volle munitievoorraad tegenaan te gooien. Aanliggende sectoren werd om onmiddellijke bijstand gevraagd. Honderden stukken geschut begonnen zo gelijktijdig uitwerkingsvuur te geven op de colonnes Franse tanks, die moedig bleven doorrijden onder dit helse bombardement, tot de een na de ander werd getroffen. De meeste AS, zoals de eenheden ook zelf verwarrend genoeg genoemd waren, werden zo volledig aan stukken gereten nog voor ze echt de eigen linies verlaten hadden. De groupement met in zijn midden de tactische bevelhebber van de operatie, commandant Louis Bossut, bereikte net de Duitse stellingen, toen ook hij sneuvelde toen zijn met een schoppenaas beschilderde tank Trompe la Mort ("geluksvogel", maar ook zoiets als: Schoppen Troef) een voltreffer kreeg op het dak. Sommige individuele tanks reden kilometers door de Duitse loopgraven om onverrichter zake terug te keren, want de eigen infanterie kon niet volgen. Andere werden door direct vuur van het Duits geschut alsnog uitgeschakeld. Uiteindelijk bleven 76 tanks op het veld van eer.
Het Franse opperbevel wilde de nederlaag nog als overwinning verkopen. Was men niet hele kilometers opgerukt? Waren er geen 7000 gevangenen gemaakt? En de Duitse munitievoorraad was toch maar mooi geslonken! Maar voor de Franse soldaat was er maar één conclusie mogelijk: ook mét tanks leek een overwinning uitgesloten. Een defaitistische ondergangsstemming maakte zich van het leger meester. Toen het in mei 1917 bevel kreeg bij de beruchte Chemin des Dames het offensief te hervatten, brak er algehele muiterij uit. Met moeite wist de regering een revolutie als in Rusland te voorkomen. De angst voor een omwenteling werd nu zo groot dat grootschalige initiatieven voortaan maar aan de Britse bondgenoot werden overgelaten. Maar ook daar zat de schrik er goed in. De Britse opperbevelhebber, Haig, durfde het niet aan zijn herfstoffensief in Vlaanderen vooraf te laten gaan door een grote tankaanval, bang als hij was dat een mislukking ook het moreel van zijn leger zou breken. Pas toen het beruchte offensief bij Passchendaele volledig was vastgelopen, kreeg generaal Fuller, de vader van het Britse tankwapen, zijn kans. Toen de Britse tankaanval bij Kamerijk een letterlijk doorslaand succes werd – de hele Hindenburglinie werd in één keer doorbroken – had Haig geen reserves meer over om deze prachtkans uit te buiten.
Al met al was 1917 dus een teleurstellend tankjaar. De AS buitte deze periode van consolidatie uit om de sterkte op te bouwen. Er werden 20 tankeenheden opgericht, genummerd van AS 1-20. Maar de tijd van de Schneider was nu al haast weer voorbij. Er was een zwaardere tank ontwikkeld: de Saint-Chamond. En de beperkingen van de Schneider waren zo pijnlijk duidelijk dat Estienne al meteen op zoek gegaan was naar een vervanger en deze ook had gevonden. 1918 zou het gloriejaar van de Renault FT-17 worden.

## Projecten
Inmiddels werd een verbeterde Schneidertank ontwikkeld, de Schneider CA2. De ernstigste tekortkoming van het Schneiderontwerp, de onhandige plaatsing van de hoofdbewapening, die niet naar links kon draaien en slechts deels naar rechts werd ongedaan gemaakt door de plaatsing van een geschutkoepel met 47 mm kanon. De tank kon zo een stuk kleiner worden en de romp werd omgebouwd. Zo ontstond een prototype van eigenlijk een heel nieuwe tank met een gewicht van 8 ton. Er werden vijftig stuks besteld, maar die bestelling werd bijna onmiddellijk geannuleerd, wellicht omdat de productie te veel te lijden zou hebben van de omschakeling. In maart 1917 volgde een nieuw plan: men behield de oorspronkelijke romp, liet het oude kanon weg en voegde alleen de koepel toe. Ook dit project bleek echter nog te ingewikkeld. Bij de volgende versie werd ook de koepel weggelaten. Het kanon werd naar de neus van de tank verplaatst. Van deze Schneider CA3 werden 400 stuks besteld op 18 mei 1917. De wens ook een sterkere motor van 100 pk te installeren vertraagt het programma echter aanzienlijk. Pas op 24 oktober werd het prototype getest bij SOMUA. Drie dagen later werd ook deze order geannuleerd. Ook de plannen voor een grotere CA4 van 20 ton met 75mm kanon in een koepel gingen toen voorgoed op de plank.
Overigens is het onduidelijk wat "CA" eigenlijk betekent. Vermoedelijk was het oorspronkelijk een code voor "het derde type" (C) in zijn "eerste productieversie" (A). In de loop van 1916 introduceerde Estienne, die een hekel had aan het Engelse tank, een goed Frans equivalent: char d'assaut. Al in 1917 begon men "CA" als afkorting daarvan te interpreteren. Latere historici gaven naar analogie met de projecten de oorspronkelijke tank de naam Schneider CA1, maar die aanduiding komt in de contemporaine bronnen niet voor, wel de omgekeerde volgorde: AC.
Een interessanter project werd in januari 1917 uitgevoerd door de ingenieur Boirault die twee Schneidertanks koppelde om zijn idee van een geschakelde tank te proberen. Deze gedachte, om het aandrijfgedeelte radicaal van de gevechtsruimte te scheiden, zou steeds weer opnieuw in de geschiedenis opduiken.

## Afloop

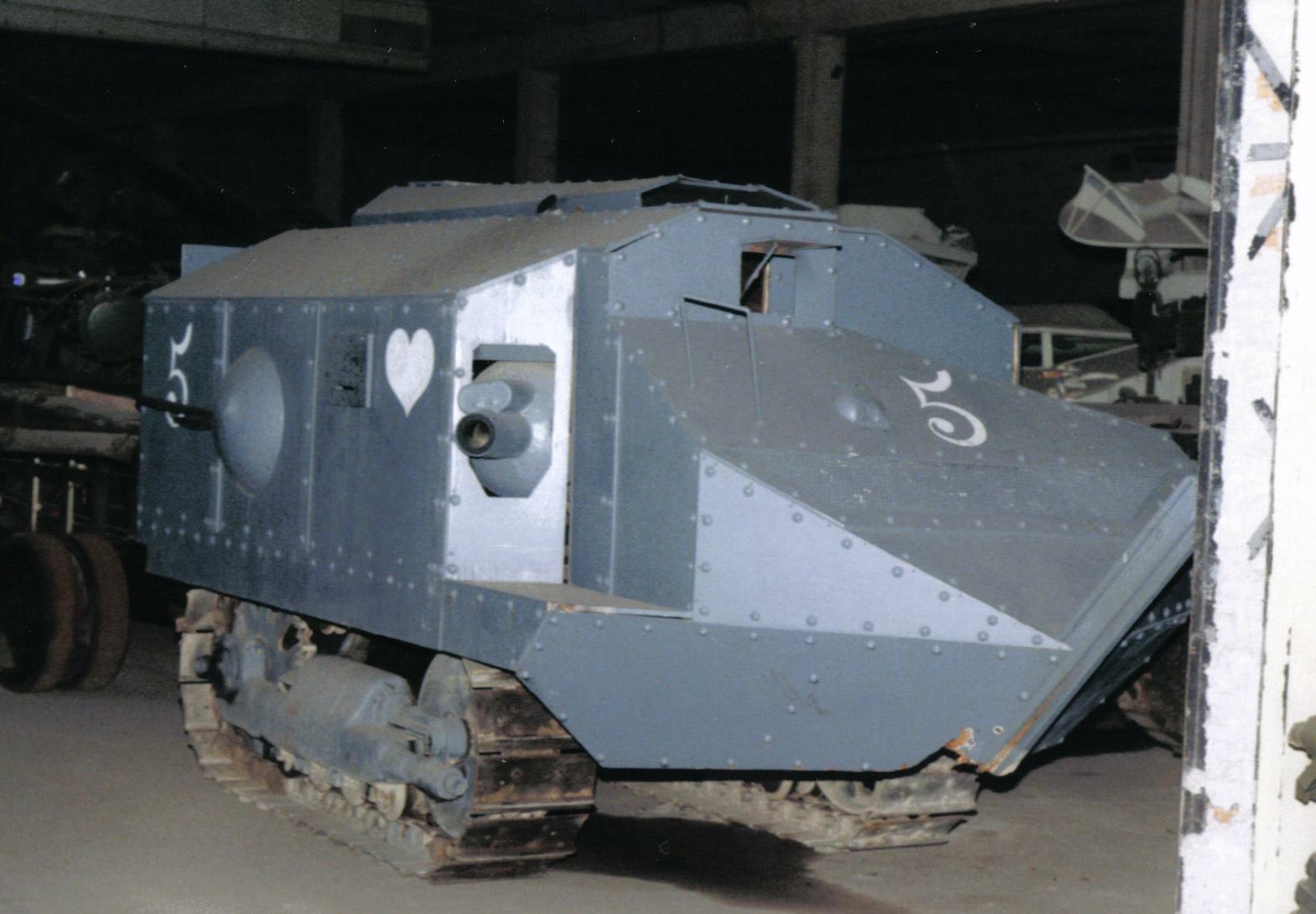
Voordat de laatste Schneider aan Frankrijk was teruggegeven, gebruikte men in de jaarlijkse Carrousel deze houten imitatie

Al snel schakelden de drie laatste AS over op de Saint-Chamond. Begin 1918 ruilden de overige hun tanks in voor de nieuwe FT-17. De vrijkomende Schneidertanks werden ten dele aangepast en ingezet als munitievoertuig, of, zonder opbouw, mortierdrager of transporteur voor de veel kleinere FT-17. Eén exemplaar werd ter beproeving aan het Italiaanse leger overgedragen dat ervan afziet er 1500 van te bouwen en in plaats daarvan de Carro Fiat Tipo 3000 ontwikkelde. SOMUA maakte echter wel langzaam de hele order vol en liet zo de productie uitlopen tot in augustus 1918. Vermoedelijk zijn er precies 400 gebouwd. Na de oorlog werden de meeste overblijvende Schneidertanks veranderd in bergingstanks met een klein hijskraantje op het enkele chassis. Voor het zover was kocht de Spaanse regering in 1922 echter nog zes van de originele tanks, waarmee een Batería de Asalto werd gevormd. Op 6 maart 1923 vertrok die naar Spaans-Marokko om een Berberopstand in het Rifgebergte neer te slaan; op 8 september 1925 werd er de eerste tanklanding uit de geschiedenis mee uitgevoerd. In 1926 gingen de vier overlevende tanks naar de rijschool in Madrid. Tijdens de Spaanse Burgeroorlog vond de Schneider zo zijn laatste inzet, in Toledo tegen nationalistische rebellen.
In het pantsermuseum van Saumur bevindt zich een laatste exemplaar van de Schneider. Het is bewaard gebleven in de Verenigde Staten en later aan de Fransen teruggeven. In 1999 werd het volledig gerestaureerd om in 2000 rijdend en wel te kunnen deelnemen aan het jaarlijkse Carrousel.
Ieder jaar op 16 april herdenkt het Franse tankkorps nog plechtig de laatste rit van commandant Bossut die in zijn Trompe la Mort dapper de dood tegemoet reed.

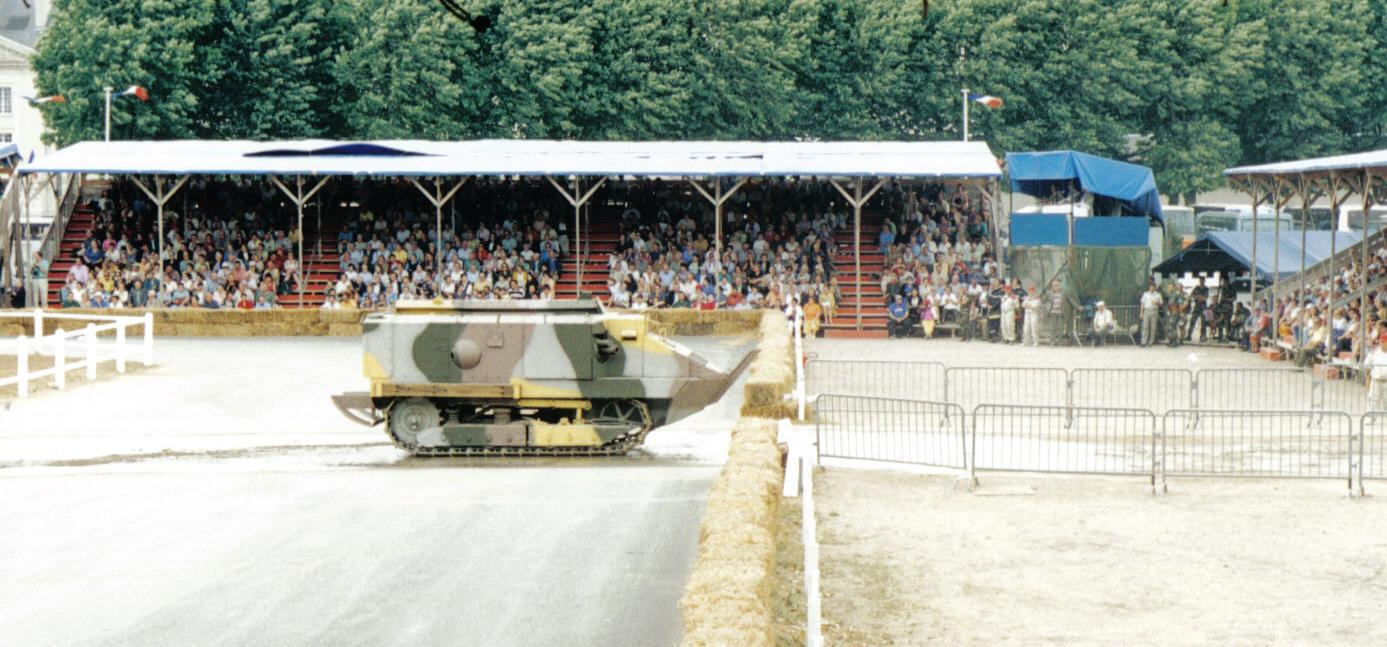
De laatste Schneider CA, de oudste nog rijdende tank in de wereld, doet mee aan de Carrousel